# Чернышёва, Елизавета Петровна
Графиня Елизаве́та Петро́вна Чернышёва (урождённая Квашнина́-Сама́рина; 9 (20) апреля 1773 — 17 (29) февраля 1828) — фрейлина двора, внучка фельдмаршала П. С. Салтыкова, жена графа Г. И. Чернышёва, кавалерственная дама ордена Святой Екатерины (меньшего креста) (13.01.1818).

## Биография
Младшая из двух дочерей действительного тайного советника и президента юстиц-коллегии Петра Фёдоровича Квашнина-Самарина от его брака с графиней Анастасией Петровной Салтыковой (1731—1830). Вместе с сестрой Анной получила домашнее воспитание.
В 1795 году была пожалована во фрейлины к императрице Екатерине II, а через год, в 1796 году вышла замуж за графа Григория Ивановича Чернышёва (1762—1831), впоследствии обер-шенка. В 1813 году была пожалована в кавалерственные дамы ордена Святой Екатерины меньшего креста. Была любима и уважаема в обществе обеих столиц. В своих воспоминаниях её племянник, граф Бутурлин так отзывался о ней: 

Была женщина с сильным характером, граничившим даже со строгостью в деле семейного управления; невзирая на то или, лучше сказать, именно потому и по аксиоме, что распущенность и слабохарактерность не внушают никакого уважения, она сумела вскоренить в дочерях беспредельную к ней любовь, всецело племеневшую в их сердцах, когда они давно сами были матерями семейства.
Считалась образцовой женой и матерью, и воспитывала своих шестерых дочерей в таких же правилах. Младшую дочь родила в возрасте сорока лет, из-за чего называла себя новой Саррой. Дети Чернышёвых получили хорошее домашнее образование, для них в Тагино приглашались учителя французского языка, музыки и рисования. В вопросах воспитания Чернышёвы приветствовали определённое свободомыслие. По словам И. С. Жиркевича, граф входил весьма мало в хозяйственные дела и занимался одним конным заводом, всем распоряжалась графиня. Она назначала работы, проверяла отчеты, управляющего, занималась постройками, садом, фабриками, которых было несколько. Лечила сама больных в устроенном ею в Тагино лазарете. «Трогательно было смотреть на отношения, — писал мемуарист, — который существовали между супругами, они обоюдно старались сделать друг другу приятное и с неподдельной радостью глядели на доставленное удовольствие. Вообще все члены семейства Чернышёвых жили между собой в большой дружбе».
В январе 1826 года за участие в восстании декабристов были арестованы сын Елизаветы Петровны, ротмистр Кавалергардского полка, граф Захар Григорьевич и зять Никита Муравьёв. Это событие так потрясло Елизавету Петровну, что с ней случился удар, вследствие чего она была частично парализована, и до смерти уже не могла более ходить.
Перед смертью графиня Чернышёва попросила дочерей не соблюдать годичного траура после её смерти и в назначенное время сыграть две уже назначенные свадьбы.  Её последняя воля была исполнена. Умерла в Москве в доме князя Гагарина, что на Знаменке. Её похоронили в Новоспасском монастыре. Сохранилось несколько портретов и миниатюр с изображением Елизаветы Петровны.

## Семья
В браке имели восемь детей, которым родители сумели дать не только прекрасное образование, но и воспитали в них душевное благородство, и нежную любовь друг к другу:
- Захар Григорьевич (1796—1862), проходил по делу декабристов, лишён всех прав, после чего право наследования фамилии и майората перешло к старшей сестре.

- Софья Григорьевна (1799—1847), с 1828 года замужем за тайным советником Иваном Гавриловичем Кругликовым (1787—1847), он присоединил фамилию жены, получив графский титул и чернышевский майорат. В их доме воспитывались две старшие дочери декабриста В. Л. Давыдова, который писал, что невозможно быть добрее и внимательнее Софьи Григорьевны.

- Александра Григорьевна (1800—1832), с 1823 года жена декабриста Н. М. Муравьёва. Была выше среднего роста, блондинка, широковатого телосложения; жившие в Петербурге англичане находили её похожей на принцессу Шарлотту.

- Елена (10.10.1801— ?), родилась в Петербурге, крещена 11 октября 1801 года в Церкви Вознесения.

- Елизавета Григорьевна (1805—1858), замечательная красавица и хорошая певица, с обширным сопрано, с 1828 года замужем за тайным советником А. Д. Чертковым.

- Наталья Григорьевна (1806—1888), изо всех сестер отличалась стройностью талии и очень была похожа на свою бабушку А. П. Самарину; с 1834 года замужем за генералом от инфантерии Н. Н. Муравьёвым-Карсским.

- Вера Григорьевна (1808—1880), с 1830 года замужем за дипломатом графом Фёдором Петровичем Паленом (1780—1863), сыном П. П. Палена. Красотой и привлекательностью отличалась от сестер, в 1840-х годах в обществе находили большое сходство между нею и графиней Росси, с той разницей, что последняя была светлой блондинкой, а Вера Григорьевна по глазам и оттенку волос брюнеткой, но белизна кожи и постоянный румянец щек принадлежал блондинке.

- Надежда Григорьевна (1813—1854), прекрасная наездница и оригинальная красавица, была мужского роста, смуглая, как цыганка, и с сильным румянцем во всю щёку, с такими выразительными темными глазами, что у неё не видно было верхних ресниц, и глаза казались как бы выходившими прямо из-под бровей; брови были густы и горизонтальны, а волосы тёмные. В 1832 году ею был увлечен А. Н. Муравьев и воспел её в стихах «Замок на Ламе»; в 1833 году к ней сватался влюблённый в неё Д. Н. Гончаров, брат Н. Н. Пушкиной. В 1834 году была пожалована во фрейлины, а в 1838 году вышла замуж за подполковника князя Г. А. Долгорукова (1811—1853).

- Пётр Григорьевич (12.02.1817[4]—26.07.1817[5]), похоронен в Новоспасском монастыре.

- Захар Григорьевич, 
сын
- Софья Григорьевна,
 дочь
- Александра Григорьевна, 
дочь
- Наталья Григорьевна,
дочь